# آره، چکوال
آره (به انگلیسی: Arra) یک روستا در پاکستان است که در ناحیه چکوال واقع شده‌است.